# Přeslička lesní
Přeslička lesní (Equisetum sylvaticum) je stínomilný zástupce přesliček s jemnými, přeslenitě větvenými větévkami. Výtrusnicový klas zakončuje mladé bledé lodyhy, které později obrostou větévkami, zezelenají a mají fotosyntetickou roli. Má rozsáhlý areál, vyskytuje se běžně i v Česku. 

## Popis

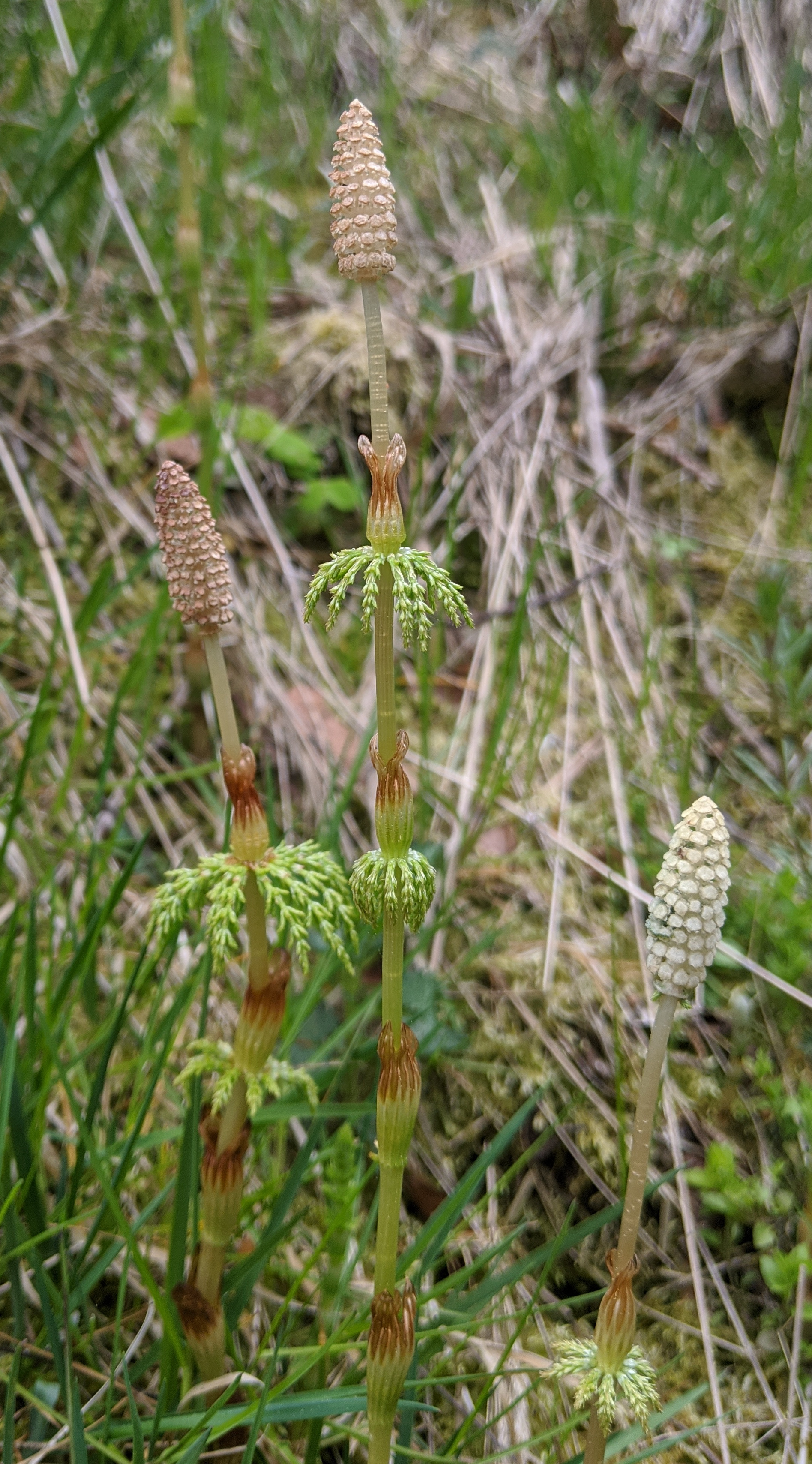
Mladé lodyhy s výtrusnicovými klasy a rašícími přesleny větévek

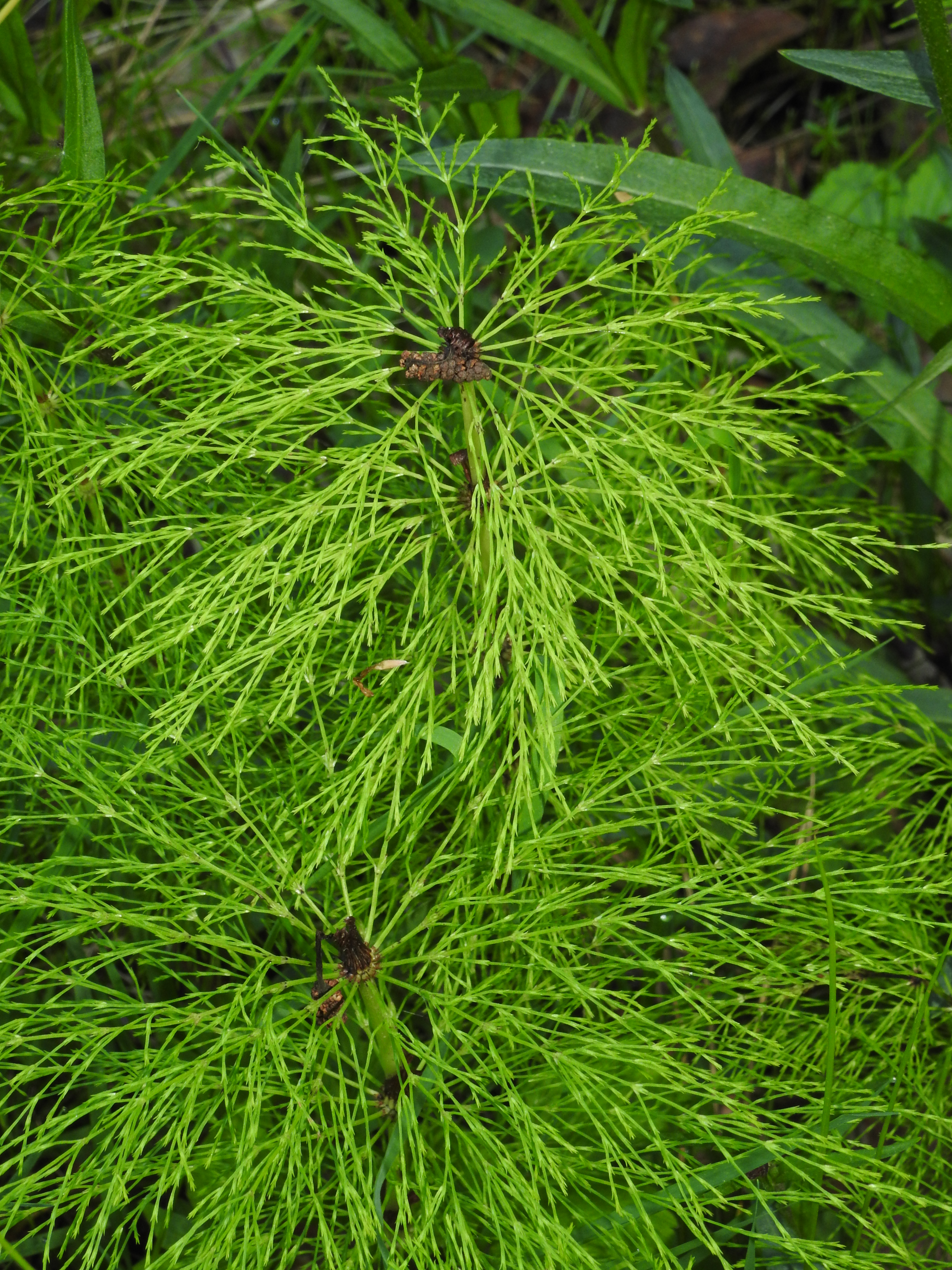
Plně vyspělé lodyhy se zbytky zaschlých klasů a s přesleny větvených větévek

Přeslička lesní je vytrvalá, výtrusná bylina vysoká nejčastěji 10–60 cm, vyrůstající z článkovitého oddenku. U přesličky lesní se projevuje sezónní dimorfismus. Na jaře vyrůstá fertilní lodyha, která je zpočátku nevětvená, nezelená, červenohnědé barvy. Později však vyrostou přesleny větví a lodyha zezelená. Kromě toho z oddenků vyrážejí letní sterilní lodyhy, které jsou od počátku zelené a větvené. Lodyhy se přeslenitě větví, a to dokonce vícenásobně (typický znak), větve jsou tenké a celá rostlina působí jemným a hebkým dojmem. Střední dutina zabírá 1/2–2/3 průměru stonku. Jako u ostatních přesliček se v každém uzlině nachází pochva, což jsou vlastně bočně srostlé přeslenitě uspořádané listy, nahoře mají listy volné konce a tvoří zuby pochvy. U přesličky lesní se několik zubů vždy spojuje v jednolitý lalok nápadně rezaté barvy. Výtrusnicový klas je solitérní, vrcholový, s tupou špičkou. O životním cyklu přesliček viz přeslička.

## Stanoviště
Jedná se spíše o stínomilnou vlhkomilnou lesní rostlinu, najdeme ji v podmáčených smrčinách (Equiseto-Piceetum) a některých typech luhů (např. Piceo-Alnetum). Vzácněji ji uvidíme mimo les na rašelinných nekosených loukách.

## Areál rozšíření
Roste v Evropě, Asii a v Severní Americe.

## Výskyt v Česku
Hojný druh od nížin do hor, ale v suchých teplých nížinách je vzácná a tam kde nemá vhodná stanoviště, může lokálně i chybět.